# Daniel Zítka
Daniel Zítka (Havířov, 20 juni 1975) is een Tsjechisch voormalig betaald voetballer. De doelman mocht in juni 2010 van zijn werkgever RSC Anderlecht transfervrij vertrekken naar Sparta Praag, waar hij voor twee jaar tekende
Zítka maakte zijn professionele debuut op de Belgische voetbalvelden bij KSC Lokeren. Hij werd door de toenmalige scout van Lokeren Josef Vacenovský (ex-speler, ex-trainer) in november 1999 weggehaald bij het Slowaakse Tatran Prešov. Hij stond bij Lokeren drie seizoenen in doel. Zítka is in 2008-2009 bezig aan zijn zevende seizoen bij RSC Anderlecht. Zijn concurrenten daar sinds zijn aankomst: Filip De Wilde (2002-2003), Zvonko Milojevic (2002-2003), Tristan Peersman (2002-2005), Jan Van Steenberghe (2003-2007), Silvio Proto (2005-2010) en Davy Schollen (2006-2010). Na een zware blessure raakte hij voor lange tijd uit beeld bij Anderlecht. Proto werd zo eerste doelman. RSC Anderlecht gaf hem nadien de kans om gratis te vertrekken. Zítka versierde in juni 2010 een transfer naar Sparta Praag, een club uit zijn geboorteland.
Zítka is sinds 1999 getrouwd met Eva en heeft twee kinderen. Hij gaat ook vaak fietsen met Eddy Merckx.
In 2007 werd Zítka uitgeroepen tot Belgisch Doelman van het Jaar.

## International
In 2007 riep Karel Brückner hem voor de eerste maal op voor de Tsjechische nationale selectie, zijn eerste interland speelde hij in november van datzelfde jaar tegen Cyprus. Op het EK 2008 ging hij mee als derde doelman, maar kwam geen seconde in actie: Petr Čech was eerste doelman.

## Europees
Zítka speelde zijn eerste Europese match voor Anderlecht op 19 september 2002 tegen Stabæk IF.

## Statistieken
| Seizoen | Club               | Land | Klasse                  | Wedstrijden | Doelpunten |
| ------- | ------------------ | ---- | ----------------------- | ----------- | ---------- |
| 1994/95 | FK Viktoria Žižkov | CZE  | 1. česká fotbalová liga | 1           | 0          |
| 1995/96 | FC Zlín            | CZE  | 1. česká fotbalová liga | 10          | 1          |
| 1996/97 | FC Zlín            | CZE  | 1. česká fotbalová liga | 24          | 0          |
| 1997/98 | Tatran Prešov      | SVK  | Mars superliga          | 2           | 0          |
| 1998/99 | Tatran Prešov      | SVK  | Mars superliga          | 30          | 0          |
| 1999/00 | Tatran Prešov      | SVK  | Mars superliga          | 9           | 0          |
| 1999/00 | KSC Lokeren        | BEL  | Eerste Klasse           | 12          | 0          |
| 2000/01 | KSC Lokeren        | BEL  | Eerste Klasse           | 30          | 0          |
| 2001/02 | KSC Lokeren        | BEL  | Eerste Klasse           | 21          | 0          |
| 2002/03 | RSC Anderlecht     | BEL  | Eerste Klasse           | 27          | 0          |
| 2003/04 | RSC Anderlecht     | BEL  | Eerste Klasse           | 22          | 0          |
| 2004/05 | RSC Anderlecht     | BEL  | Eerste Klasse           | 12          | 0          |
| 2005/06 | RSC Anderlecht     | BEL  | Eerste Klasse           | 7           | 0          |
| 2006/07 | RSC Anderlecht     | BEL  | Eerste Klasse           | 33          | 0          |
| 2007/08 | RSC Anderlecht     | BEL  | Eerste Klasse           | 28          | 0          |
| 2008/09 | RSC Anderlecht     | BEL  | Eerste Klasse           | 14          | 0          |
| 2009/10 | RSC Anderlecht     | BEL  | Eerste Klasse           | 1           | 0          |
| 2010/11 | AC Sparta Praag    | CZE  | Gambrinus liga          | 0           | 0          |

## Erelijst

#### RSC Anderlecht[2]
- Eerste Klasse: 2003–04, 2005–06, 2006–07, 2009–10
- Beker van België: 2007–08
- SuperCup: 2006, 2007

### Individueel
- Man van het Seizoen: 2006-07[3]
- Belgische Doelman van het Jaar: 2006[4]
- Keeper van het Jaar: 2006-07[5]